# СКА ПКВО (стадіон, Ростов-на-Дону)
СКА ПКВО — стадіон в Ростові-на-Дону. Побудований в 1971, вміщує 27 300 глядачів. На стадіоні проводить домашні матчі клуб СКА Ростов-на-Дону.

## Історія
Будівництво спортивного комплексу було розпочато в середині 60-х років з ініціативи Командувача Військами СКВО, генерал-полковника Алтунина. До складу окружного спортивного комплексу входили головна спортивна арена з трибунами на 33 000 місць, футбольним полем, легкоатлетичним ядром, водно-спортивний комплекс з трьома ванними, спортивні майданчики.
Головна спортивна арена і весь спортивний комплекс СКА ПКВО були введені в дію в квітні 1971 року. Проектувальником будівель і споруд СКА стала організація «Військпроект».
З лютого 2007 року стадіон знаходиться в стадії реконструкції. Повноцінно функціонують Східна і Західна трибуни (нижній ярус, VIP-ложа). Сьогодні стадіон СКА ПКВО готовий прийняти 11 000 чоловік. Після реконструкції Південної та Північної трибун місткість стадіону складе 25 000 чоловік.